# Ritm (vers)
Ritmul unui vers este succesiunea regulată a picioarelor metrice.
Structura ritmică a unui vers („metrica”) este dată de piciorul metric (unitatea ritmică care este repetată regulat) și măsură (numărul de silabe sau picioare într-un vers).

## Ritmul versului

### În greaca veche și în latină
În greaca veche și în latină, silabele pot fi lungi sau scurte și accentuate sau neaccentuate. În metrica clasică, piciorul metric este determinat de lungimea silabelor (nu de accent).
| Picior metric — = silaba lungă ˘ = silaba scurtă | Nume                                                       | Descriere subiectivă Observații generale | Echivalent în română    |
| ------------------------------------------------ | ---------------------------------------------------------- | ---------------------------------------- | ----------------------- |
| — ˘                                              | troheu                                                     | alert                                    | Foaie verde...          |
| ˘ —                                              | iamb                                                       | lin ascendent                            |                         |
| — ˘ ˘                                            | dactil (gr. daktylos, "deget")                             | depinde                                  |                         |
| ˘ ˘ —                                            | anapest                                                    | regulat                                  |                         |
| ˘ — ˘                                            | amfibrah (gr. amphi, "din ambele părți", brachys, "scurt") | larg, deschis                            |                         |
| — ˘ —                                            | eretic                                                     | regulat                                  |                         |
| — —                                              | spondeu                                                    | frecvent în metrica clasică              |                         |
| ˘ ˘ ˘                                            | tribrah (gr. brachys, "scurt")                             | stabil                                   |                         |
| — ˘ ˘ —                                          | coriamb=troheu+iamb                                        | sincopat                                 | Seara pe deal           |
| — ˘ ˘ ˘                                          | peon 1                                                     | solemn                                   | Valurile, vanturile ... |
| ˘ — ˘ ˘                                          | peon 2                                                     | solemn                                   |                         |
| ˘ ˘ — ˘                                          | peon 3                                                     | solemn                                   |                         |
| ˘ ˘ ˘ —                                          | peon 4                                                     | solemn                                   |                         |
| ˘ ˘ ˘ — ˘                                        | mesomacru                                                  | cvinar (picior de cinci silabe)          |                         |
| ˘ ˘ ˘ — ˘ ˘                                      | hipermesomacru                                             | senar (picior de șase silabe)            |                         |

Poemul epic (Homer, Virgiliu) utilizează hexametrul dactil în forma:
— U | — U | — U | — U | — ˘ ˘ | — —, 
unde (—) este o silabă lungă, (˘) o silabă scurtă, U poate fi o silabă lungă (—) sau două scurte (˘ ˘) iar bara verticală (|) separă două silabe.
Ovidiu a folosit un cuplet („distih”) elegiac format dintr-un hexametru dactil și un pentametru dactil (bara dublă (||) separă două cuvinte, nu doar silabe):
— U | — U | — U | — U | — ˘ ˘ | — —
— U | — U | — || — ˘ ˘ | — ˘ ˘ | —
Multe alte combinații au fost utilizate in tragediile și comediile autorilor clasici (Eschil, Sofocle, Euripide, Aristofan), ca și în poezia lirică și corală clasică.

### În franceză
În franceza modernă accentul este foarte slab și, spre deosebire de greacă și latină, silabele au aceeași durată. Din acest motiv, ritmul este determinat exclusiv de numărul de silabe într-un vers (versificație „cantitativă”), iar lucrările în versuri au evoluat în complexitate în special prin combinații, uneori foarte complexe, de rimă și strofă („formele fixe”). 
Versul in metru „alexandrin“ are aproximativ 10-12 silabe, fiind împărțit de cezură în diferite moduri (6+6, 4+8, etc.). Versul în metru alexandrin a fost utilizat și în limba română în secolul al XIX-lea.

## În română
```
 Exista mai multe feluri de ritm: trohaic, iambic și amfibrahic.
```

Româna este un caz intermediar între franceză (practic neaccentuat) și italiană (accentuat puternic). Astfel, ritmurile din metrica clasică au un rol important, cu silaba lungă înlocuită de cea accentuată, iar cea scurtă de silaba neaccentuată.

## Exemple pentru diferite lucrări
| Autor (lucrare, perioadă)         | Limba    | Ritm                                                      | Exemplu                                  |
| --------------------------------- | -------- | --------------------------------------------------------- | ---------------------------------------- |
| Dante (Comedia Divină, 1307-1321) | italiană | versuri de 11 silabe (endecasilabice), cu accent pe a 6-a | Nel mezzo del cammin di nostra vita...   |
| Shakespeare (Hamlet, 1599-1601)   | engleză  | iambic                                                    | To be or not to be ... (˘—˘—˘—)          |
| La Fontaine (Fabule, 1668-1693)   | franceză | 12 silabe alexandrin, fără accent                         | Je conclus qu’il faut qu’on s’entr’aide. |
| Goethe (Faust, 1808)              | germană  | accentul cade la intervale regulate                       | Und was soll ich dagegen dir erfullen?   |

## Alte exemple
"Lacul codrilor albastru (—˘—˘ ˘ ˘—˘)/ Nuferi galbeni îl încarcă;(—˘—˘ ˘ ˘—˘)/ Tresărind în cercuri albe (—˘—˘ ˘ ˘—˘)/ El cutremură o barcă. (—˘—˘ ˘ ˘—˘)"
Un peon între doi trohei (t+p1+t) creează un ritm neliniștit, de premoniție.